# Taha Dschabir al-Alwani
Taha Dschabir al-Alwani (arabisch طه جابر العلواني, DMG Ṭāhā Ǧābir al-ʿAlwānī; geb. 1935 in Falludscha,  Irak; gest. 4. März 2016 in den USA, oft in der Schreibung Taha Jabir Alalwani) war ein islamischer Rechtsgelehrter, einflussreicher Intellektueller und Ideologe, der als einer der wichtigsten Denker in der muslimischen Welt von heute gilt. Seit den 1980er Jahren wirkte er von den Vereinigten Staaten aus. Er schrieb über die Islamisierung des Wissens, die Notwendigkeit des idschtihād, und gilt als „Pionier“ des Konzeptes des Fiqh al-aqallīyāt (Islamisches Minderheitenrecht), zusammen mit Yusuf al-Qaradawi, dem Mitgründer und Vorsitzenden des Europäischen Rates für Fatwa und Forschung (ECFR).
Al-Alwani war Präsident der islamischen Cordoba University in Ashburn, Virginia (Dekan der Graduate School of Islamic and Social Sciences ebenda) und  Gründer und ehemaliger Vorsitzender des Fiqh-Rat von Nordamerika (FCNA). Seit 1987 war er Mitglied der Islamischen Fiqh-Akademie der Organisation für Islamische Zusammenarbeit (OIC) in Dschidda (Saudi-Arabien).

## Leben
Al-Alwani wurde  1935 im Irak geboren und besuchte die Fakultät für Schari'a und Recht der renommierten al-Azhar-Universität in Kairo, Ägypten. Er erhielt seinen Bachelor-Abschluss 1959, den Master-Abschluss 1968 und promovierte 1973 über uṣūl al-fiqh (Grundlagen der Rechtswissenschaft). Von 1963 bis 1969 diente al-Alwani als Geistlicher und Dozent im Bereich der Islamkunde an der irakischen Militärakademie. Von Mitte der 1970er bis Mitte der 1980er Jahre lehrte er als Professor für fiqh und usūl al-fiqh an der Islamischen Universität Imam Muhammad Ibn Saud in Riad, Saudi-Arabien. In den 1980er Jahren war er Mitgründer des International Institute of Islamic Thought (Internationalen Instituts für Islamisches Denken; Abk. IIIT) in den Vereinigten Staaten. Er war auch Gründungsmitglied des Council of the Muslim World League (Rat der Islamische Weltliga) in Mekka. 1983 emigrierte er in die USA.  Er war mit der Politologin Mona Abul-Fadl verheiratet (1945–2008). Er lebte mit seiner Familie in Virginia. Eines seiner Kinder ist Ahmed Alwani, der Gründer des Newlines Institute for Strategy and Policy und Vizepräsident des IIIT.

## Lehre
Wie Yusuf al-Qaradawi war al-Alwani um die Übertragung islamischer Normen auf westliche Verhältnisse bemüht, insbesondere in den Vereinigten Staaten. Al-Alwani gilt als Vater der Lehre vom Fiqh al-aqallīyāt (Jurisprudenz islamischer Minderheiten), nach Palina Kedem eine Doktrin, die als islamisches Minderheitenrecht den Alltag der Muslime in nicht-muslimischen Ländern regeln und die islamische Weltanschauung mit dem dortigen Leben vereinbar machen soll. Die Doktrin bezieht ihre Quellen aus dem Salafismus und zielt als erster Schritt auf die Einigung und Integration der muslimischen Minderheiten. Als letzter Schritt wird dann angestrebt, den Islam über die muslimisch geprägten Gesellschaften hinaus auf der ganzen Welt zu verbreiten. Am stärksten vertreten wird die Lehre von Yusuf al-Qaradawi, dem führenden sunnitischen Rechtsgelehrten heutzutage, auch von Scheich Abdallah Bin Bayyah.

## Publikationen (Auswahl)
- Islamic Thought: An Approach to Reform
- Source Methodology in Islamic Jurisprudence (The Usul of Islamic Fiqh)
- The Ethics of Disagreement in Islam
- The Qur’an and the Sunnah: The Time-Space Factor.
- Towards a Fiqh  for  Muslim  Minorities (London, Washington: The International Institute of Islamic Thought, 2003). (Inhaltsbericht, Anmerkungen)
- Entwurf eines Alternativen Kulturplanes. Übersetzt von Fatima Grimm und Hanna Niemann. Muslim-Studenten-Vereinigung in Deutschland, Marburg 1992. ISBN 3-932399-12-9.
- Outlines of a Cultural Strategy (International Institute of Islamic Thought; Occasional Papers 1) International Institute of Islamic Thought, Herndon, VA, U.S.A., 1989, ISBN 9780912463582 (Online-Teilansicht)
- Missing Dimensions in Contemporary Islamic Movements. Translated from Arabic by IIIT Department of Translation. Herndon/ London, International Institute of Islamic Thought, 1996  ('Occasional Papers', Volume 9). ["Contemporary Islamic Discourse: Missing Dimensions", "The Decline of the Ummah: Underlying Causes", "Towards a Comprehensive View of the Revelation and the World", "Summary", "Towards a Resolution of the Crisis", "Course of Action", and "Concluding Remarks".]
- Mit Dr. Imad al Din Khalil: Der Koran und die Sunnah: der Zeit-Raum-Faktor. Occasional Papers Vol. 3. International Institute of Islamic Thought, London, 2000

(Eine umfangreiche Liste seiner Publikationen ist im Personenartikel in der arabischsprachigen Wikipedia zu finden.)